# Andasol naperőmű
Az Andasol naperőmű egy 150 megawattos (MW) koncentrált napenergiát felhasználó erőmű és Európa első olyan kereskedelmi erőműve, amely parabola alakú tükröket használ. Guadix közelében található Andalúziában, Spanyolországban, és neve szóösszerántással keletkezett: Andalusia és Sol (Nap, spanyolul). Az andasoli üzem olvasztott sót tartalmazó tartályokat használ hőenergia-tárolóként.

## Leírás
Az Andasol három részben épült ki: az Andasol-1 (befejezve 2008-ban), Andasol-2 (befejezve 2009-ben) és Andasol-3 (befejezve 2011-ben). Mindhárom része körülbelül 165 GWh energiát termel egyenként évente (összesen 495 GWh), 50 MWe bruttó villamosenergia-kibocsátással. Ez 150 MWe összteljesítményt ad az erőműnek. A telepített kollektorok együttes felülete 51 hektár (70 futballpályának felel meg); körülbelül 200 hektár területet foglal el az erőmű.  A nagy magasság miatt (1100 m) és a száraz éghajlat miatt a területen kiemelkedően magas a területet érő napsugárzás, körülbelül 2200 kWh/m 2 évente.
Az Andasol hőtároló rendszerrel rendelkezik, amely a nap folyamán a napenergia által termelt hő egy részét elnyeli. Ezt a hőt ezután egy olvasztott sókeverékben tárolják, amely 60% nátrium-nitrátból és 40%kálium-nitrátból áll. Ez a folyamat csaknem megkétszerezi a napelemes hőerőmű éves üzemóráinak számát. Minden egység teljesen kihasznált tárolórendszerben 1010 MWh hőenergiát lehet tárolni, ami elegendő a turbina működtetéséhez és a villamos energia előállításához kb. 7,5 óráig teljes terhelés mellett, borult időjárás esetén vagy naplemente után. A hőtárolók mindegyike két 14 méter magas és 36 méter átmérőjű, és olvasztott sót tartalmaz. Az Andasol-1 akár 200 000 ember számára is képes környezetbarát napenergia termelésére.
Az erőmű megépítésének összköltsége 900 millió euró volt.

## Okfejtés

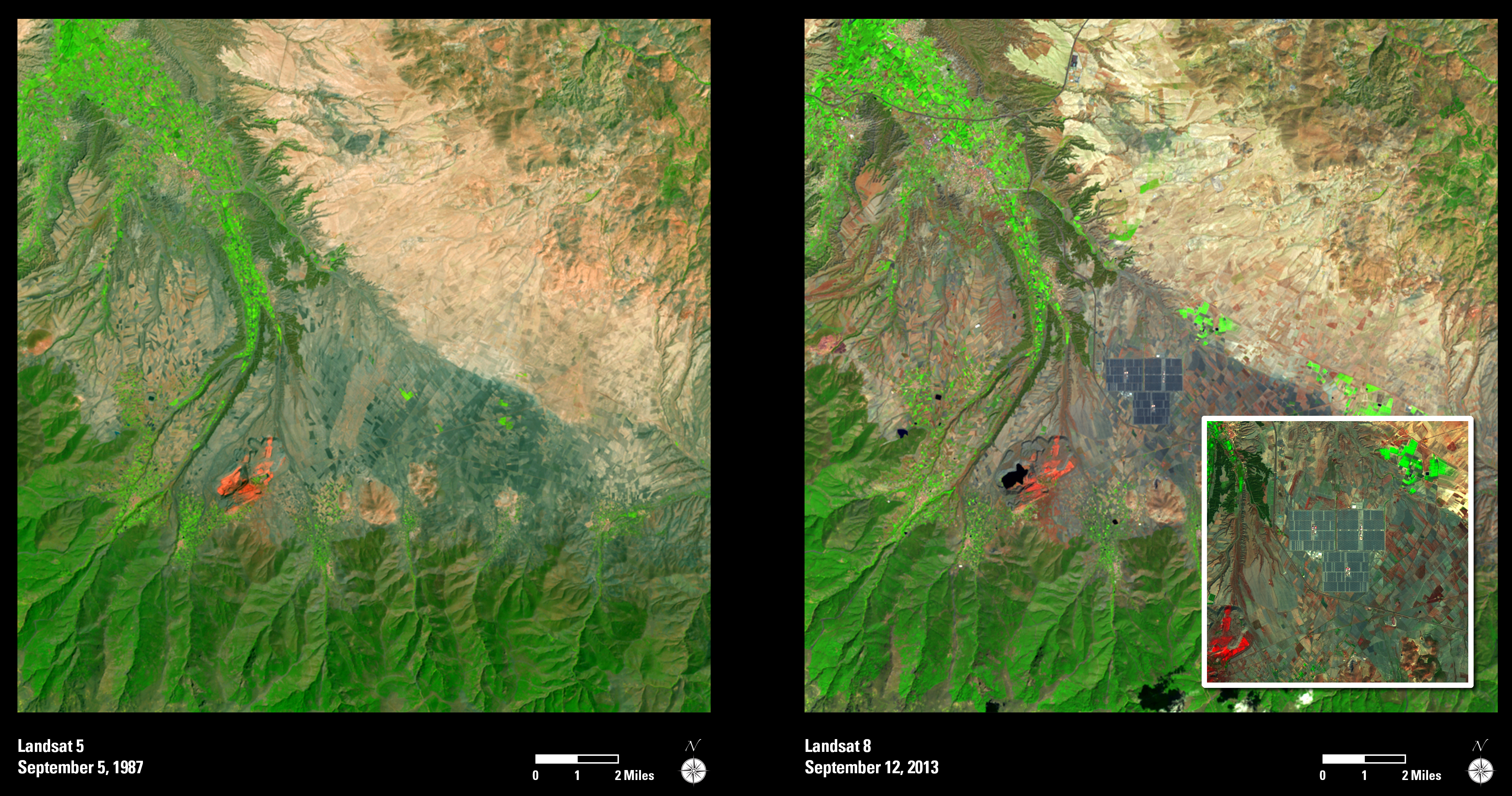
Műholdképek a helyszínről

Az Andasol-1 megépítése körülbelül 300 millió euróba került. A hőenergia-tárolás körülbelül 50 dollárba kerül/kWh (70 kg só szükséges kWh-nként 400 °C-os tárolási hőmérsékleten).
Greg Glatzmaier, az Egyesült Államok Nemzeti Megújuló Energia Laboratóriumának (NREL) munkatársa szerint ez az Andasol kezdeti költségének körülbelül 13%-a.
A fejlesztők szerint az Andasol 1 kWh energiát 0,271 euró költséggel tud előállítani. A spanyol kormány jelenlegi politikája szerint a napenergiával előállított villamos energiát kicsivel kevesebb, mint 0.27 euró/kWh alatt veszi át.
Mint minden olyan erőműben, amely hőerőgéppel termel energiát, itt is szükség van a munkafolyadék hűtésére. Mivel az Andasol a dél-spanyolországi meleg közepén épül, minden Andasol-egység 870 000 köbméter vizet párologtat el évente . A legtöbb erőmű kevesebb vizet párologtat (általában kevesebb, mint 2,5 L/kWh), vagy közel semmit, ha folyó- vagy tengervíz hűti őket. Bár a vízellátás általában probléma Spanyolországban, az Andasolnak elegendő ellátása van a Sierra Nevada hegyvonulathoz való közelsége miatt.

## Fordítás
Ez a szócikk részben vagy egészben  az   Andasol solar power station című angol Wikipédia-szócikk ezen változatának fordításán alapul.  Az eredeti cikk szerkesztőit annak laptörténete sorolja fel. Ez a jelzés csupán a megfogalmazás eredetét és a szerzői jogokat jelzi, nem szolgál a cikkben szereplő információk forrásmegjelöléseként.